# 崔珪昞
崔 珪昞（チェ・キュビョン、1963年5月6日 - ）は、韓国の囲碁棋士。全羅北道扶安郡出身、韓国棋院所属、九段。マキシムコーヒー杯入神連勝最強戦優勝など。趙治勲は叔父、李聖宰は従弟。

## 経歴
1975年入段。沖岩高校、中央大学校卒業。1994年バッカス杯戦準優勝。1999年九段。同年、第1期入神連勝最強戦決勝で劉昌赫を2-1で破って優勝。2000年棋聖戦で挑戦者となるが、李昌鎬に1-2で敗れる。
韓国囲碁リーグでは、2007年に大邱嶺南日報チーム監督として優勝。韓国棋士ランキングでは、2007年42位。富士通杯、東洋証券杯、三星火災杯、LG杯の世界選手権7回出場。

### タイトル歴
- マキシムコーヒー杯入神連勝最強戦 1999年。

### 他の棋歴
国際棋戦
- 真露杯SBS世界囲碁最強戦 1996年 1-1（○羅洗河、×森田道博）
- 農心辛ラーメン杯世界囲碁最強戦 2002年 0-1（×羅洗河）

国内棋戦
- バッカス杯戦 準優勝 1994年
- 棋聖戦 挑戦者 2000年